# Томпсон, Лоренс
Лоренс Томпсон (англ. Laurence G. Thompson, 7 сентября 1920, Шаньдун, Китай — 10 июля 2005, США). Американский синолог, скрипач, переводчик. Исследователь китайской религии, первый директор Центра Восточноазиатских исследований университета Южной Калифорнии. Более всего известен как переводчик трактата Кан Ювэя «Да тун шу» на английский язык.
Родился в Китае, где жил с родителями до четырнадцатилетнего возраста. Вступил в корпус морской пехоты, во время Второй мировой войны служил переводчиком с китайского и японского языков на Тихоокеанском театре военных действий. В 1942 г. получил степень бакалавра в Калифорнийском университете. В 1947 году поступил в колледж Клермонт, где в 1954 году был удостоен докторской степени.
В 1951—1959 годах служил в United States Foreign Service, работал в Тайбэе, Маниле, Токио, Гонконге и Сеуле. Сделался профессиональным востоковедом. В 1953 года его научный руководитель предложил ему заняться переводом трактата Кан Ювэя, который осуществлялся в сотрудничестве с его старшим сыном — Кан Шоуманем. В 1954 года перевод был защищён как докторская диссертация, в 1958 году вышел отдельным изданием: Ta Tung Shu: The One-World Philosophy of K’ang Yu-wei.
После выхода в отставку, Томпсон в 1959—1962 годах преподавал искусство игры на скрипке в университете Тайбэя. В 1962—1965 годах работал в Помонском колледже (Клермонт, Калифорния). В 1965—1986 годах — профессор университета Южной Калифорнии. В 1968—1970 и 1972—1976 годах заведовал кафедрой восточноазиатских языков и культур. В 1972—1974 годах был первым директором Центра Восточноазиатских исследований университета Южной Калифорнии.
В области религиоведения Китая опубликовал монографию Religion: An Introduction and The Chinese Way in Religion, а также ряд работ У Яоу в собственном переводе. Автор статьи «Религия Китая» в 15-м издании Энциклопедия Британника. Его фундаментальная библиография Chinese religions: publications in Western languages (4 т.), остаётся уникальным изданием по этой проблематике по сей день.
Работы Томпсона в библиотеке Гарвардского университета:  (недоступная ссылка)